# Mariano Gistaín
Mariano Gistaín Vidal (Barbastro, Huesca, 1958) es un periodista y escritor español residente en Zaragoza. 
Empezó a trabajar en el periódico El Día de Aragón. En 2006 publica una columna diaria en El Periódico de Aragón, escribe en El Periódico de Catalunya y ha escrito varios libros. En 2004 fue distinguido con el Premio Blasillo del Congreso de Periodismo Digital de Huesca. En 2019, escribe en Heraldo de Aragón, 20 Minutos y Letras libres. 

## Obra
- El polvo del siglo (ISBN 844040493X)
- La mala conciencia (ISBN 8433923676)
- La vida 2.0 (ISBN 848892044X)
- Los caballos no compran periódicos (Asociación de la Prensa, Zaragoza)
- Florida 135, Cultura de Club (ISBN 8483241153)
- El entierro de Líster (ISBN 8488920598) (En colaboración con Roberto Miranda)
- Se busca persona feliz que quiera morir (Limbo Errante, 2019, Zaragoza) (ISBN 9788494880605)